# Daiga Mieriņa
Daiga Mieriņa z domu Cekule, primo voto Jurēvica (ur. 3 marca 1969 w Rydze) – łotewska działaczka samorządowa i polityczna, od 2023 przewodnicząca Sejmu XIV kadencji.

## Życiorys
W 1995 została absolwentką nauk rolniczych na Łotewskim Uniwersytecie Rolniczym w Jełgawie. W 2009 uzyskała magisterium z zarządzania jakością na Ryskim Uniwersytecie Technicznym.
Od 2001 do 2009 zasiadała w radzie pohostu Carnikava, będącego częścią rejonu ryskiego. W latach 2009–2021 (z przerwą od grudnia 2015 do stycznia 2016) stała na czele samorządu odrębnego okręgu Carnikava. Pracowała również jako dyrektor departamentu jakości i audytu wewnętrznego w ministerstwie transportu. W 2017 powołano ją na przewodniczącą RPR, międzygminnej instytucji zrzeszającej Rygę oraz kilkadziesiąt okręgów i zajmującej się m.in. koordynowaniem współpracy oraz planowaniem rozwoju regionalnego. Po likwidacji okręgu Carnikava w 2021 weszła w skład rady gminy Ādaži (z ramienia Łotewskiego Związku Rolników).
W wyborach z 2022 wybrano ją na posłankę na Sejm XIV kadencji z ramienia Związku Zielonych i Rolników. Objęła funkcję przewodniczącej komisji ds. samorządu terytorialnego i administracji państwowej. We wrześniu 2023 zgłoszono jej kandydaturę na urząd przewodniczącego Sejmu po tym, jak parlament nie zgodził się wybrać na to stanowisko Gunārsa Kūtrisa. Ostatecznie została wybrana na ten urząd 20 września większością 55 głosów (34 posłów głosowało przeciwko).

## Życie prywatne
Zamężna z Oļegsem Mieriņšem, ma trójkę dzieci.